# Harposporium arthrosporum
Harposporium arthrosporum är en svampart som beskrevs av G.L. Barron 1979. Harposporium arthrosporum ingår i släktet Harposporium och familjen Clavicipitaceae.   Inga underarter finns listade i Catalogue of Life.